# Басараб Іван
Басараб Іван (*1888, с. Новосілка, нині Підгаєцький район, Тернопільська область — 1 лютого 1961, м. Едмонтон, Канада) — український адвокат, громадський діяч.
У Канаді — від 1904. Студіював право в Манітобському (від 1915) та в Едмонтонському (від 1919) університетах.
1922 відкрив першу українську адвокатську канцелярію в Едмонтоні.
Співредактор часопису «Новини».
Голова Братства українців-католиків Канади в провінції Альберта, член дирекції видавництва «Українські вісті». Від 1944 — королівський радник.